# Stand-up comedy
A stand-up comedy olyan szórakoztató műfaj, amelyben a humorista egyedül, többnyire kellékek nélkül, közvetlenül a közönséghez szólva adja elő műsorát. Az előadó rendszerint gyors tempóban rövid, humoros történeteket mesél, illetve vicceket, villámpoénokat süt el. A hallomásból innen-onnan összeszedett vagy saját maga által kitalált történeteket ismerőseire-rokonaira vonatkoztatja, de gyakori az is, hogy  önmagát helyezi ezekbe, mivel a személyes élmény egyes szám első személyben előadva nagyobb hatást kelt. A stand-up fellépésekre többnyire ún. comedy clubokban, bárokban vagy kisebb színházakban, olykor egyetemi vagy főiskolai rendezvényeken kerül sor, de a helyszínre semmilyen megkötés nincs.
Az előadó és a közönség között rendkívül szoros kapcsolat van. A nézők elvárása, hogy a humorista folyamatosan megnevettesse őket. Ha ez nem sikerül, akkor előfordulhat, hogy bekiabálásokkal cukkolni kezdik az előadót (angolul: heckling). A jó komikus ilyenkor nem blokkol le, hanem képes váltani és a saját javára fordítani a bekiabálásokat, így lépve tovább a hullámvölgyön és újból megnevettetni a közönséget.
A műfaj leginkább az angolszász országokban népszerű, de az utóbbi években itthon is egyre nagyobb iránta az érdeklődés. A stand-up comedy kifejezésnek különben nincs jó magyar megfelelője. Olykor használják a dumaszínház vagy a színpadi komédia megnevezést, de ez nem vált általánossá. Fábry Sándor saját magyarítását, az „állj ki és mondd!” verziót próbálja meghonosítani, eddig kevés sikerrel.

## Története
A stand-up comedy gyökerei a vásárokban, varietékben és cirkuszokban fellépő viccmesélő figurákra és bohócokra vezethető vissza, majd a 19. század vége felé kezdett kialakulni erősebben a műfaj az Egyesült Államokban és az Egyesült Királyságban. Humoristák, írók álltak elő monológokkal, így például Mark Twain is elismert és kedvelt előadó volt. A következő nagyobb lépés a műfaj történetében a rádió megjelenése és aranykora jelentette. Ekkor lett rendkívül népszerű például Bob Hope, Fred Allen vagy Frank Fay. Ők mind a varieték világából érkeztek. Ezek kihalásával a műfaj jellemző helyszíne az éjszakai bárok és klubok lettek. Az ötvenes-hatvanas években megjelent a faji kérdés mint humorforrás, és egyre több lett a szexuális témájú tréfa. Ebben az időben lett népszerű például Woody Allen is. Az 1960-as évek második felében több fekete humorista is már vegyes közönség előtt lépett fel és lett népszerű. Phyllis Diller személyében megjelent az első széles körben ismert női előadó is.
A hetvenes években egyre-másra bukkantak fel az újabb sztárok, és a humoristák már nem csak kis bárokat, hanem közepes és nagy színháztermeket is megtöltöttek. Így lett széleskörűen ismert Richard Pryor, Bill Cosby vagy Steve Martin. Az 1980-as években a televízióban is megjelent a műfaj. A Saturday Night Live című tv műsor számos fiatal humoristának nyújtott remek lehetőséget az országos ismertség megszerzésére, így többek között Robin Williams, Eddie Murphy, Jerry Seinfeld és Billy Crystal is próbára tette magát.
Az 1990-es évekre szinte minden amerikai városban volt legalább egy comedy club. A műfaj képviselőinek száma többszörösére ugrott, a minőség felhígult. A tehetséges előadók jól kerestek és tömegek előtt léptek fel, a kevésbé népszerűek viszont gyakran nehezen találták meg saját közönségüket. Ugyanebben az időszakban alakult ki egy alternatív stílus is, ami a személyes sértegetésekre épült. A Comedy Central kábeltelevízió csatorna egyre népszerűbbé vált, így újabb tehetségek jutottak lehetőséghez. A csatornán volt látható például Chris Rock, Dave Chappelle vagy Dane Cook.
A műfaj népszerű volt és szintén nagy hagyományokra tekintett vissza Kanadában és az Egyesült Királyságban is. A műfaj ismertebb művelői ezekben az országokban Peter Sellers, Jim Carrey, Eddie Izzard, Jennifer Saunders vagy Rowan Atkinson.
A stand-up comedy stílus a 2000-es években sem vesztett népszerűségéből, az internet adta lehetőségek új felületet adtak a humoristáknak. Ekkortól kezdett egyre ismertebb lenni a műfaj Magyarországon is, ahol korábban ehhez hasonló humort Kellér Dezső és a többi híres kabaré konferanszié, illetve a műfajban legismertebb névként Hofi Géza is művelt.

## A műfaj Magyarországi vonatkozásai

### Hofi Géza
A Kádár-korszak második felében, az 1970-es és 1980-as években a folyamatosan teltházas estjeivel egyértelműen Hofi Géza alkotott a legmagasabb szintén. Előadásai hangfelvételeken jelentek meg, sokuk aranylemez lett. 1983-ban Ádám Ottó szerződtette a Madách Kamara Színházhoz, ahol saját szövegével és dramaturgiájával állt a közönség elé. A Hofélia című önálló estjét ötszázszor játszotta sikerrel, 1987 októberétől az Élelem bére c. estjét ennél is többször. Hofi a rendszerváltozás után is változatlan sikerrel lépett fel, műsorainak hangvétele, stílusa, egyéni humora alapvetően nem változott. Átesett egy szívinfarktuson, szemműtéten, és csak 2002 februárjában tért vissza a színpadra, ahol még két hónapot játszott haláláig.

### Mennyi? 30!
Az HBO-n 1997-től futott a Mennyi? 30! című szórakoztató produkció. A csatorna első saját gyártású műsorában a már közismert színészek és televíziós személyiségek mellett számos, azóta befutott humorista kezdte el a pályafutását. (Látható volt többek között Kálloy Molnár Péter, Litkai Gergely, Hadházi László, Boros Lajos, Böröczky József, Vadon János, Erdei Sándor és Várfi Sándor.)

### Fábry Sándor és Hajós András
A rendszerváltást követően, az 1990-es évek elején figyeltek fel először Fábry Sándor humorára, hamarosan a Rádiókabaréban szerepelt számos magánszámmal. A Merlin Színházban A pincér közbeszól című improvizatív önálló esttel lépett fel, majd pedig az Új Színházban tartott önálló komédiás estet A Fábry címmel. 1998 óta önálló műsora fut a televízióban Esti Showder Fábry Sándorral, 2011-től Fábry címmel, amelyekben mindig viccekkel és sztorikkal színesített monológgal nyit. A műsorban több fiatal humorista jutott bemutatkozó lehetőséghez.
Az ezredfordulót követően két önálló műsorral jelentkezett Hajós András is, először a Magánszámmal a TV2-n, majd a Késő este Hajós Andrással a Viasat3 műsorán.

### Dumaszínház
2003 végén nyitotta meg kapuit a Godot Kávéház Budapesten, amely a stand-up comedy műfaj képviselőinek kívánt fellépési lehetőséget biztosítani, és egyben népszerűsíteni a stílust. Azóta a Dumaszínház gyűjtőnév alatt egy országos comedy club hálózat alakult ki. A hálózat részét képezte a Godot Dumaszínház mellett többek között a Repeta Dumaszínház, a Hemingway Dumaszínház, a Zappa Café Dumaszínház, a nyíregyházi Index Café Dumaszínház, a szombathelyi Palace Dumaszínház, a veszprémi Diákcentrum Dumaszínház, a békéscsabai Phaedra Dumaszínház, a csornai Műkő Dumaszínház, a szolnoki Student Főiskolás Klub Dumaszínház, a gödöllői Trafó Dumaszínház a debreceni Lovarda Dumaszínház és a szentendrei Café Rodin Dumaszínház. A Dumaszínház kereteiben több mint 20 állandó, és számos vendég fellépő lép színpadra. Ismertebb fellépők többek között: Aranyosi Péter, Badár Sándor, Beliczai Balázs, Csenki Attila, Kiss Ádám, Kovács András Péter, Kőhalmi Zoltán, Litkai Gergely, Felméri Péter és az azóta a Hofi Géza sikerességéhez közelítő karriert elérő Bödőcs Tibor.

### Stand Up Comedy Humortársulat
A társulat elődjét, a KOmédia Stúdió Humortársulatot Orosz György és Kállai Kriszta hívta életre 2011-ben.
Székhelyüket a budapesti Akvárium Klub adja, ahol heti 1-2 alkalommal rendeznek stand up comedy esteket. Ezen túl az ország 60 másik városában lépnek fel rendszeresen.
2013 óta a Stand up comedy Humortársulat a fiatal humoristák tehetséggondozását is a zászlajára tűzte, Magyarországon egyedülálló módon megszervezték az amatőr humoristák ingyenes oktatását. A Humortechnikum ban a versenyző leckét kap a művész és a közönség közötti kommunikációtól a színpadi viselkedésen keresztül egészen a poéngyártásig. Az igazán tehetséges versenyzők később lehetőséget kapnak a társulathoz való csatlakozáshoz.
Számos vendégfellépő mellett közel 20 állandó taggal rendelkeznek, akiket többek között ismerhetünk a Showder Klubból, a Rádiókabaréból, illetve a Comedy Centralról. Ismertebb fellépők többek között: Orosz György, Magyed, Redenczki Marcsi, Maczkó Ádám, Gajdos Zoltán, Horváth Gábor, Záhonyi-Ábel Dávid, Magyar Laci, Valtner Mályki Miklós, Keleti Máté, Ivácsony Jani, Ruha Tomi, Varga Norbert, Lorán Barnabás (Trabarna), Bruti, Maksa Zoltán, Ihos József, Somogyi András, Rekop György.

### Stand Up Brigád
A Stand Up Brigád egy független humoristákból létrejött stand-up comedy társulat, mely fő céljának a pesti kabaré több mint 100 éves hagyományainak ápolását, a stand-up comedy fiatal tehetségeinek pályára segítését és szakmai támogatását tartja. Fellépőik között, megtalálhatóak többek között a Showder Klub, a Comedy Central és a Magyar Rádió Rádiókabaréjának ismert előadói, a Magyar Rádió Humorfesztivál nyertes humoristái valamint fiatal, feltörekvő humortitánok.
A társulat tagjai: Beleznay Endre, Erdei Sándor (humorista), Gulyás Zoltán, Köleséri Sándor, Kövesdi Miklós Gábor, Markó Dániel, Polgár Péter, Somogyi András, Szente-Veres Adrienne, Szép Bence, Szikra László, Tényi Anett, Ürmös Zsolt és Varga Ferenc József.

### Nemzetközi fellépők Magyarországon
2016-ban Louis C.K. volt az első[forrás?] ismertebb komikus, aki fellépett Budapesten, őt 2017-ben Eddie Izzard követte, míg 2018 szeptemberében Anthony Jeselnik lépett fel.